# Yeshivá de Har Etzion
La Yeshivá de Har Etzion (en hebreo: ישיבת הר עציון) es una yeshivá que está situada en el asentamiento de Alon Shvut, un asentamiento israelí situado en el bloque de Gush Etzion en la Cisjordania ocupada, cerca de la ciudad de Jerusalén. La yeshivá cuenta con un cuerpo estudiantil de aproximadamente 480 estudiantes, es una de las yeshivás más grandes de Israel y de Judea y Samaria.

## Panorama general
La mayoría de los estudiantes son israelíes matriculados en el programa hesder, que integra el estudio intensivo en la yeshivá, con al menos 15 meses de servicio activo en las Fuerzas de Defensa de Israel. Los estudiantes extranjeros después de la escuela secundaria también son aceptados después de someterse a una solicitud selectiva y a un proceso de entrevista. Muchos regresan después de la universidad para estudiar para el rabinato en el programa de ordenación rabínica de la yeshivá (la ordenación es reconocida por el rabinato israelí) y está afiliada con el Colegio Herzog. Más de 550 exalumnos procedentes del extranjero han hecho Aliyá, (han emigrado al Estado de Israel), y un alto porcentaje de ellos está involucrado en la educación judía. Otros han seguido carreras académicas prominentes en ciencias, derecho, medicina, ingeniería y matemáticas. La Yeshivá Darkeinu, es un programa para hombres con discapacidades del desarrollo, y se encuentra en el campus de la yeshivá.

## Historia
En 1968, poco después de la Guerra de los Seis Días, se fundó un movimiento de colonos para establecerse en la región de Gush Etzion. A Yehuda Amital, un destacado rabino y educador judío, se le pidió que dirigiera la yeshivá. Aharon Lichtenstein llegó desde los Estados Unidos poco después, para unirse con Amital y para ejercer como director de la yeshivá (rosh yeshivá). La yeshivá fue establecida primero en el asentamiento de Kfar Etzion, luego se trasladó a Alon Shvut, donde se desarrolló y se convirtió en una institución importante. El actual edificio de la yeshivá fue terminado en 1977.
El 4 de enero de 2006, los rabinos Yaaqov Medan y Baruch Gigi se unieron a Amital y Lichtenstein para ejercer como los nuevos directores de la yeshivá, en previsión de la próxima jubilación de Amital. La participación de Amital en la yeshivá terminó efectivamente debido a una enfermedad, durante los últimos meses de 2009, y este murió en julio de 2010. Lichtenstein murió en abril de 2015, y su hijo, Mosheh Lichtenstein, lo reemplazó como director de la yeshivá.

## Filosofía educativa y religiosa
Según la declaración de misión de la yeshivá, aboga por una combinación del estudio de la Torá, el amor por el pueblo judío y la Tierra de Israel. La espiritualidad y el esfuerzo religioso se mezclan con un mensaje de moderación y apertura. La yeshivá fomenta el estudio serio, el pensamiento creativo, el rigor intelectual, el compañerismo con todos los judíos, independientemente de su nivel de observancia y su orientación política, y tiene una perspectiva universal y humanista. La yeshivá emplea el método Brisk para el estudio del Talmud babilónico.

## Bibliotecas
La yeshivá tiene dos bibliotecas. La biblioteca principal cuenta con más de 70 000 volúmenes, además de CD, microfilmes, una colección de rarezas judaicas y libros antiguos. El centro de recursos pedagógicos del colegio Herzog complementa la biblioteca principal y proporciona material audiovisual para los profesores de estudios judaicos procedentes de Israel y de otros países.